# Pleurotomella spicula
Pleurotomella spicula é uma espécie de gastrópode do gênero Pleurotomella, pertencente a família Raphitomidae.